# Familia (Star Trek: La nueva generación)
Familia es el segundo episodio de la cuarta temporada de Star Trek: La nueva generación. Este episodio toma lugar varias semanas después de que los Borg atacaran La Tierra, sucesos mostrados en el episodio "Lo mejor de ambos mundos", y es considerado algunas veces como la tercera parte al arco histórico de lo "Mejor de Ambos Mundos", aunque no se incluye ninguna escena con los Borg. Este episodio ha sido nombrado en un número de encuestas como uno de los dos mejores y más populares episodios de la entera serie de Star Trek: La nueva generación, junto con el episodio La luz interior, que con una calificación de 4,8 es el episodio unitario más popular de la serie. Familia es el segundo de la lista de los cinco mejores entregada en una encuesta de una maratón de Star Trek: La nueva generación transmitada en asociación con el episodio final de la serie Todas las cosas buenas (que también ganó el Premio Saturno, así como La luz interior).

## Sinopsis
Fecha estelar 44012.3. La Enterprise-D está atracada en la Estación Terrestre McKinley, sometida a reparaciones y reequipamiento después de su batalla contra los Borg. Durante las reparaciones muchos de los tripulantes están visitando a sus familias o recibiendo visitas de familiares.  Los padres adoptivos del  Teniente Worf, Sergei y Helena Rozhenkho visitan la Enterprise, recién enterados acerca de su desaprobación. Worf, aunque cree que el amor y apoyo es demasiado humano, tardíamente aprecia su interés. 
La doctora Beverly Crusher recibe un cajoncito que contiene recuerdos de su fallecido esposo Jack, incluyendo una grabación holográfica hecha para Wesley cuando tenía sólo 10 semanas de nacido. Beverly, temerosa ya que solo recientemente los dos se han reconciliado con la muerte de Jack, eventualmente le entrega la grabación a Wesley, quien es alentado emocionalmente por el mensaje.
En la trama principal del episodio el capitán Jean-Luc Picard, recuperándose de su tragedia con los Borg, visita el viñedo de su familia en Francia, que es administrado por su hermano Robert junto a su esposa Marie y el hijo de ambos Rene. Robert es crítico de la elección de Jean-Luc de servir en la Flota Estelar y de dejarlo a él administrar el viñedo, y le preocupa que la presencia de Jean-Luc's impulsará a Rene a unirse también a la Flota Estelar. Los dos llegan a una amarga discusión y finalizan luchando en una poza de barro, para finalmente terminar en una emocional reunión familiar, Jean-Luc está agradecido de poder revivir recuerdos de situaciones similares de cuando eran más jóvenes. Los dos pasan la noche emborrachándose a la medida que resuelven sus diferencias. Después de que Jean-Luc los deja, Robert decide dejar a Rene seguir sus sueños incluso si ellos lo llevan a unirse a la Flota Estelar.